# مجید خلج

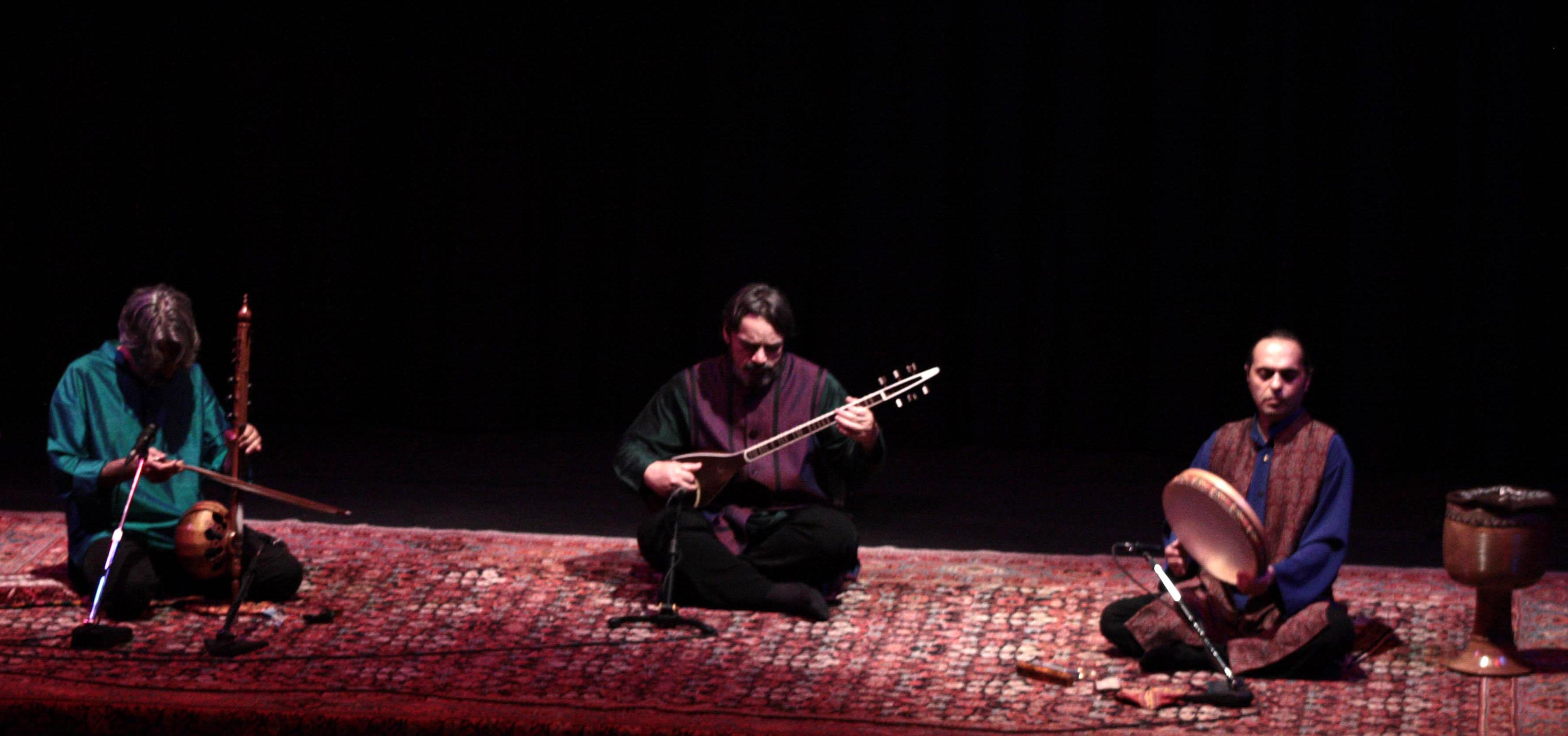
کنسرت میلان ۲۰۱۰ حسین علیزاده، کیهان کلهر و مجید خلج

مجید خلج، (زادهٔ ۲۰ آبان ۱۳۴۱ در قزوین) نوازندهٔ تمبک و زنگ سرانگشتی٬ دف و بم دایره اهل ایران است. 
مجید خلج صاحب سبک و خالق شیوه جدیدی در بداهه پردازی و همراهی سازمی باشد.  از وی همچنین بعنوان  باز گرداننده ساز «زنگ سرانگشتی» به موسیقی ایرانی یاد می‌شود. کار موسیقی را از هفت سالگی در خانه فرهنگ قزوین شروع کرد. در ۲۵ سالگی با تشویق و معرفی داریوش طلایی به مرکز مطالعات موسیقی شرقی دانشگاه سوربن پاریس راه یافت. اشنایی و همکاری وی در سال ۱۳۷۰ با حسین علیزاده نقطه عطفی در عرصه هنری وی به حساب می‌آید.
روزنامه «لوموند» از وی به عنوان یکی از شاخص‌ترین و خلاق‌ترین نوازندگان سازهای ضربی ایران در سه ده اخیر یاد کرده‌است. همچنین همکاری ۲۰ ساله مجید خلج با دانشکده موسیقی بازل درسوئیس یکی از مهم‌ترین فعالیت‌های وی در زمینه اکادمیک و ترویج و معرفی سازهای ضربی ایران در اروپا به حساب می اید.
وی با اساتیدی همچون حسین علیزاده، داریوش طلائی، محمد رضا شجریان، حسین عمومی،  کیهان کلهر و محمد رضا لطفی،.. همکاری داشته و نتیجه این همکاری‌ها از جمله آثاری ارزنده همچون، کنسرت همایون و کنسرت نوا، چشمه نوش ،سایه روشن، سرود گل، نوای نور، سامان سایه ها.. می‌باشد. وی همچنین فارغ تحصیل در رشته معماری از دانشکده معماری پاریس می‌باشد.

## آثار
- مجید خلج, Infinite Breath, Persian Art Percussion,  تمبک, دف, دایره, zang-e saringôshti, Bâ Music Records, BACD3
- ۲۰۰۱: مجید خلج, Iranian Percussion, تمبک, دف, دایره, zang-e saringôshti (Buda Records, 1978152)
- ۲۰۰۰: Anthology of the Iranian Rhythms, volume 2, تمبک, دف, دایره, zang-e saringôshti (Buda Records, 1975252)
- ۱۹۹۹: Anthology of the Iranian Rhythms, volume 1, تمبک / Repertory of Hossein Tehrani (Buda Records, 1975252)
- ۱۹۹۶: Rhythms of the Iranian Classical Music, تمبک, دف, دایره, (Al Sur, ALCD 168)
- ۱۹۹۳: Iran, l'art du تمبک, تمبک, دف, دایره (Buda Records, 1973952)

-----------------------------------------------------------------------------------------------------------

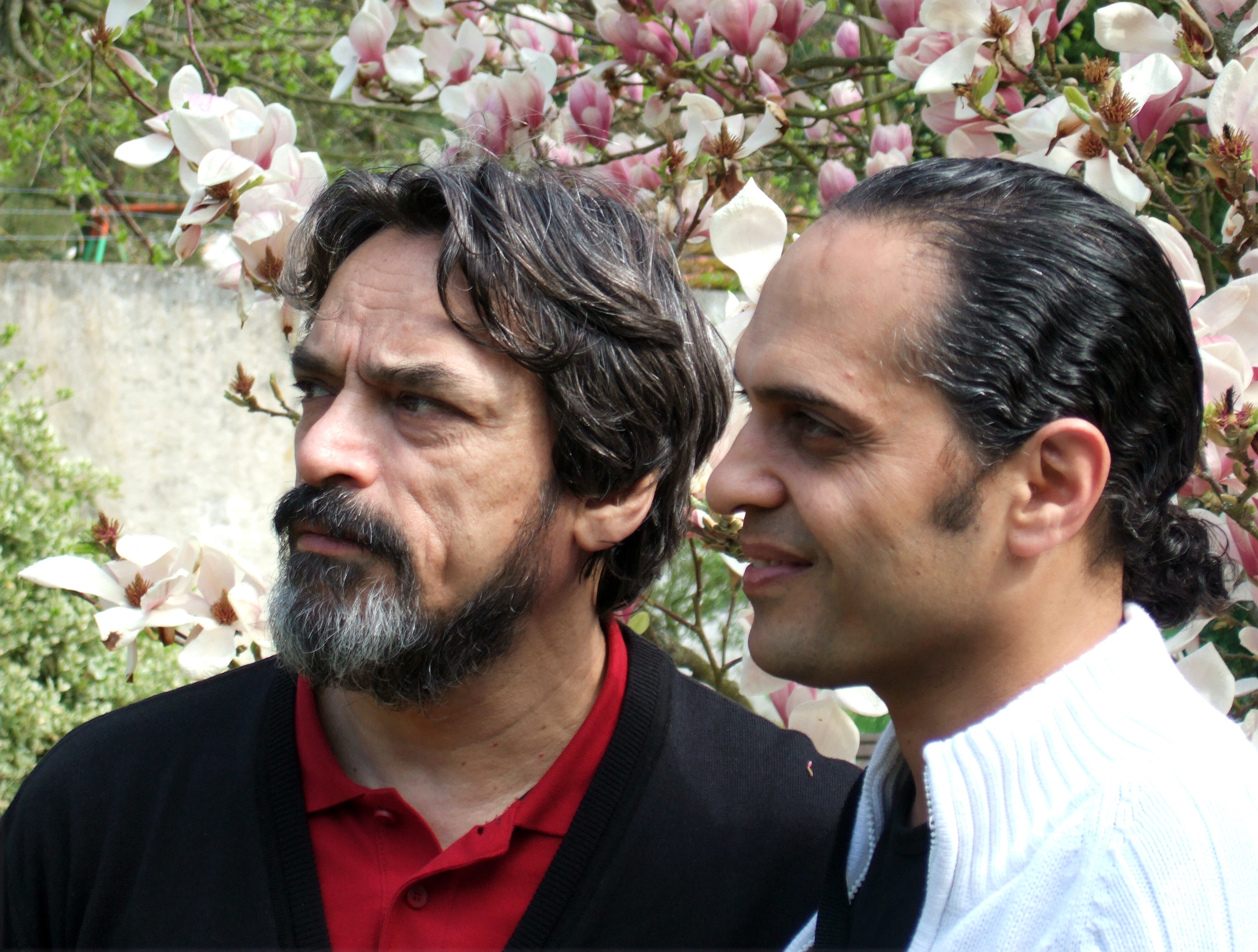

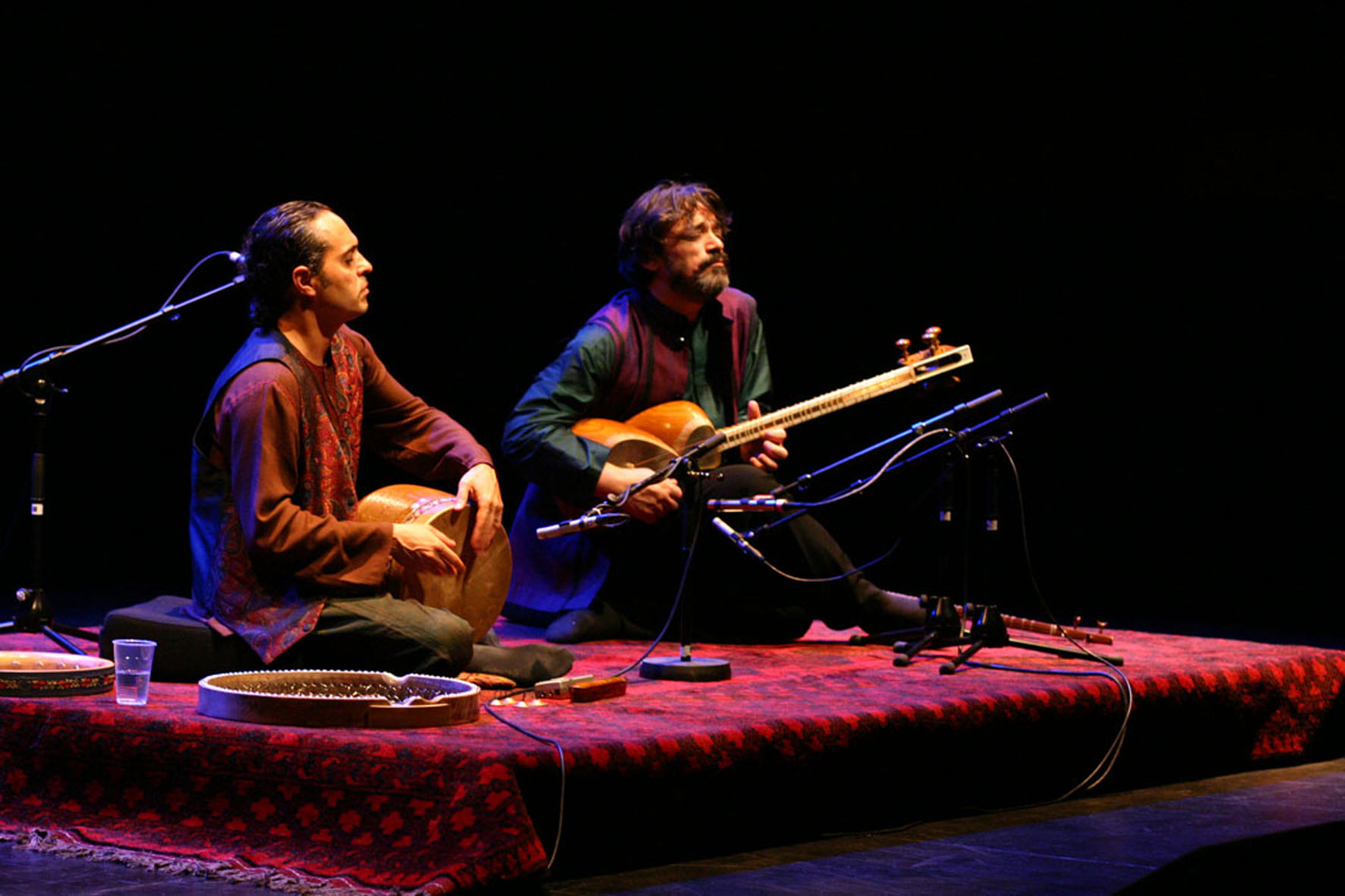
Madjid Khaladj et حسین علیزاده en concert à Copenhague

- ۲۰۱۱:Voices of the Shades (سامان سایه‌ها), کیهان کلهر و  مجید خلج. Ba Music,
- ۲۰۱۰:Birthplace of Earth (مادران زمین), حسین علیزاده و  Hamavayan, Ba Music ,
- ۲۰۰۹: Echoes of Light (نوای نور),حسین علیزاده و  مجید خلج ,Ba Music,
- ۲۰۰۷:Ode To Flowers (سرود گل), Hamavayan Ensemble, حسین علیزاده, Ba Music,
- ۲۰۰۵: Birds (پرنده‌ها), حسین علیزاده: تار ; مجید خلج: تمبک ; H.Nikham: voix, Ba Music,
- ۲۰۰۴: Trance of Devotion (سرمست), حسین عمومی, مجید خلج, Ba Music,
- ۲۰۰۲: Iran: Les Maîtres de l'improvisation, حسین علیزاده: تار ; مجید خلج: تمبک
- ۱۹۹۸: Iranian Music: Saz-Eno, حسین علیزاده: تار, سه‌تار, تنبور ; افسانه رثایی: voix ; مجید خلج: تمبک,  Buda Records
- ۱۹۹۸: Art of improvisation in rastpanjgah, حسین علیزاده: تار ; مجید خلج: تمبک
- ۱۹۹۴: Musique iranienne: improvisations, حسین علیزاده: تار ; مجید خلج: تمبک,  Buda Records
- ۱۹۷۶: Nava, حسین علیزاده: تار ; مجید خلج: تمبک
- Homayun: حسین علیزاده: سه‌تار ; مجید خلج: تمبک
- Cheshmeye Noosh(چشمه نوش): محمدرضا شجریان, vocal, محمدرضا لطفی: تار ; مجید خلج: تمبک

## DVD / تمبک
- The تمبک DVD: 2DVDs: Video of تمبک lessons + Documentary Film + Live Concert and Scores. ; مجید خلج: تمبک /Langues: Français, English, Spanish